# Dragomon Hunter
Dragomon Hunter - безкоштовна багатокористувацька онлайнова рольова гра (MMORPG) розроблена студією X-Legend. На території Європи та Північної Америки видавництвом гри займається компанія Aeria Games.
Також гра підтримує ґеймпад.

## Ігровий процес
Дія гри розгортається у світі під назвою Wyveria, де Драґомони правили протягом довгого часу. Пізніше вчені виявили, що кристали, виявлені на тілах переможених драґомонів є джерелом великого процвітання. Гра розпочинається коли гравець приєднується до Ордена сокола з метою знищити драґомонів і збору кристалів, щоб стати багатим.

## Класи
Гравці можуть вибрати один з чотирьох класів:
- Клірик - священослужитель, який лікує союзників за допомогою магії.
- Чарівник -  магічний атакуючий клас.
- Найманець — користується різними мечами та сокирами для ураження ворогів.
- Розвідник — швидкий вбивця, який використовує гвинтівку або подвійні леза для знищення ворогів.

## Компаньйони
У Dragomon Hunter, гравці мають компаньйонів, які мають власні класи та навички. Є вісім доступних класів для компаньйонів.